# Карой Палотаї
Карой Палотаї (угор. Palotai Károly; 11 вересня 1935, Бекешчаба, Угорщина — 3 лютого 2018) — угорський футболіст і футбольний арбітр. Олімпійський чемпіон.
Виступав у захисті та середині поля команд «Бекешчаба» (1953—1955), «Раба ЕТО» (1955—1956, 1959—1967) і німецького «Фрайбурга» (1956—1958). У складі команди з Дьйора став чемпіоном Угорщини 1963 року.
Олімпійський чемпіон 1964 року. На турнірі в Токіо провів чотири матчі, був капітаном команди, але у фінальному поєдинку не брав участі. Всього у складі олімпійської збірної Угорщини провів 15 ігор, забив 2 м'ячі.
З 1970 року розпочав арбітраж матчів елітного дивізіону чемпіонату Угорщини. На міжнародній арені працював з 1972 року. Був головним рефері на трьох чемпіонатах світу (1974, 1978, 1982), футбольному турнірі Олімпійських ігор 1976 і чемпіонаті Європи 1980.
Обслуговував фінали Кубку чемпіонів 1976, 1981, Кубку володарів кубків 1979, а також Суперкубок УЄФА 1978. Всього провів 26 матчів національних збірних, 48 — в європейських клубних турнірах і 215 — в еліті угорського футболу. З 1972 року арбітр ФІФА. Один з найавторитетніших футбольних суддів 70-х років двадцятого століття.

## Досягнення
- Олімпійський чемпіон: 1964
- Чемпіон Угорщини (1): 1963

## Арбітраж
Список найбільш відповідальних матчів, які обслуговував Карой Палотаї.
| Команда      | Р   | Команда      | Турнір         |
| ------------ | --- | ------------ | -------------- |
| Уругвай      | 0:2 | Нідерланди   | ЧС 1974        |
| «Боруссія» М | 0:0 | «Твенте»     | Фінал КУ 1975  |
| «Баварія»    | 1:0 | «Сент-Етьєн» | Фінал КЄЧ 1976 |
| Австрія      | 2:1 | Іспанія      | ЧС 1978        |
| Аргентина    | 0:0 | Бразилія     | ЧС 1978        |
| «Андерлехт»  | 3:1 | «Ліверпуль»  | СК 1978        |
| «Ліверпуль»  | 2:1 | «Андерлехт»  | СК 1978        |
| «Барселона»  | 4:3 | «Фортуна»    | Фінал КВК 1979 |
| Іспанія      | 0:0 | Італія       | ЧЄ 1980        |
| «Ліверпуль»  | 1:0 | «Реал» М     | Фінал КЄЧ 1981 |
| Австрія      | 0:1 | Франція      | ЧС 1982        |